# 브라더 베어 2
《브라더 베어 2》(Brother Bear 2)는 미국에서 제작된 벤 글럭 감독의 2006년 애니메이션 영화이다. 패트릭 뎀시 등이 주연으로 출연하였고 짐 밸랜타인 등이 제작에 참여하였다.

## 출연

### 주연
- 패트릭 뎀시
- 맨디 무어

### 조연
- 제레미 슈어레즈
- 릭 모라니스
- 데이브 토마스
- 안드리아 마틴
- 캐서린 오하라
- 완다 사이키스